# 1963-as spanyolországi metanolmérgezések
1963 februárjában és az azt követő tavaszon Spanyolországban, főként Galiciában és a Kanári-szigeteken metanolmérgezés-sorozat történt, amelynek bizonyítottan legalább 51 halálos és 9 károsodást szenvedett áldozata volt, de a valós adatok ennél jóval magasabbak is lehetnek. A történtek felelőse több galiciai vállalkozó volt, akik hasznuk növelése érdekében az olcsóbb, de igen mérgező metil-alkoholt használták fel italaik készítéséhez etil-alkohol helyett.

## Történet
A mérgezéssorozat 1963. február 18-án kezdődött, első halottja a lanzarotei Haría községbeli Esteban Jesús Pablo Barreto Barreto volt, akinél, miután egy helyi bárban megivott néhány kupica rumot, késő este erős hasi fájdalmak, hányás és vakság jelentkezett, nem sokkal később pedig elhunyt. Az első esetet még 50 hasonló követte.
Eleinte nem gondoltak összefüggésre az egyes esetek között, de egy április 20-i halálozás után José Nóvoa ceai orvos gyanakodni kezdett, hogy kapcsolatban állhat a Kanári-szigeteken történtekkel. Amikor megtudta, hogy az áldozat halála előtt kávélikőrt fogyasztott, felhívta a polgárőrség figyelmét is, hogy mérgezés történhetett.
Az összesen 51 bizonyítottan összefüggő haláleset közül 25 Ourense tartományban történt, ebből 13 O Carballiño járásban. 7-en haltak meg a szintén galiciai A Coruña tartományban, 18-an a Kanári-szigeteken, egy személy pedig Spanyol-Szaharában. A 9 túlélő közül (5 ourensei, 2 A Coruña-i és 2 Las Palmas tartománybeli) öten életük végéig megvakultak.

### A bűnösök, a per és az ítélet
A mérgezések miatti per 1967-ben folyt le. Fernando Seoane ügyész úgy vélekedett, akár ezrek is meghalhattak vagy károsodást szenvedhettek a mérgezésben, csak mivel számos esetben a tünetek alapján nem gyanakodtak mérgezésre, vagy az alkoholmérgezés sokak számára szégyenletes volta miatt eltitkolták az okokat, az összesítésbe rengeteg esetet nem számoltak bele.
A nyomozás során kiderült, hogy a mérgezéssorozat fő felelőse Rogelio Aguiar Fernández ourensei vállalkozó, a Bodegas Aragón tulajdonosa, aki a nagyobb haszon érdekében az olcsóbb (9 peseta/liter), de rendkívül mérgező metil-alkoholt vásárolta és használta italainak készítéséhez a literenként 30 pesetába kerülő etil-alkohol helyett. Amellett, hogy saját hamisított készítményeit árulta, más vállalkozóknak is adott el a metil-alkoholból, ők pedig szintén felhasználták azt saját italaikhoz. Tőle került a mérgező anyag például a Vigói Lago e Hijoshoz és az A Coruña-i Industrias Rosolhoz is. Összesen mintegy 70 000 liter metanol kerülhetett forgalomba. Mivel a Madridból beszerzett hordókon halálfejek és „Mérgező! Emberi fogyasztásra alkalmatlan!” feliratok is láthatók voltak, ezért kizárható a tévedés, csak szándékos bűncselekmény történhetett.
Aguiar Fernándezt 19 évre ítélték, feleségét, María Ferreirót (aki egyben bűntársa volt) pedig 12 évre. 17 év büntetést kapott Román Rafael Saturno Lago, Román Gerardo Lago Álvarez és Luis Barral Iglesias, 15 évet Miguel Ángel Sabino Basail, 12 évet Ricardo Debén Gallego, valamint többen kisebb büntetéseket. Az emellett megítélt kártérítések soha nem kerültek kifizetésre.
Mind az ügyész, mind José Cora bíró azon a véleményen volt, hogy a történtekért nem csak a vállalkozók, hanem az állam is felelős, mivel teljesen hiányzott a metil-alkohol kereskedelmének és a likőrök előállításának ellenőrzése.